# Осман Гечен
Осман Гечен (тур. Osman Göçen; нар. 5 січня 1997, Мерсін, провінція Мерсін) — турецький борець вільного стилю, чемпіон світу серед студентів, дворазовий бронзовий призер чемпіонатів Європи, бронзовий призер Кубку світу, бронзовий призер Ігор ісламської солідарності, учасник Олімпійських ігор.

## Життєпис
Боротьбою почав займатися з 2005 року. У 2016 році став срібним призером чемпіонату світу серед юніорів. Наступного року здобув бронзову медаль чемпіонату Європи серед юніорів. У 2019 році став бронзовим призером чемпіонату світу серед молоді
Виступає за спортивний клуб «İstanbul Büyükşehir Belediyesi S.K.» Тренер — Ісмаїл Булут (з 2016).

## Спортивні результати на міжнародних змаганнях

### Виступи на Олімпіадах
| Змагання                    | Збірна    | Вагова категорія          | Місце |
| --------------------------- | --------- | ------------------------- | ----- |
| Літні Олімпійські ігри 2020 | Туреччина | вільна боротьба, до 86 кг | 9     |

### Виступи на Чемпіонатах світу
| Змагання                        | Збірна    | Вагова категорія          | Місце |
| ------------------------------- | --------- | ------------------------- | ----- |
| Чемпіонат світу з боротьби 2021 | Туреччина | вільна боротьба, до 86 кг | 18    |
| Чемпіонат світу з боротьби 2023 | Туреччина | вільна боротьба, до 86 кг | 11    |

### Виступи на Чемпіонатах Європи
| Змагання                         | Збірна    | Вагова категорія          | Місце  |
| -------------------------------- | --------- | ------------------------- | ------ |
| Чемпіонат Європи з боротьби 2021 | Туреччина | вільна боротьба, до 86 кг | 9      |
| Чемпіонат Європи з боротьби 2022 | Туреччина | вільна боротьба, до 86 кг | Бронза |
| Чемпіонат Європи з боротьби 2024 | Туреччина | вільна боротьба, до 86 кг | Бронза |

### Виступи на Кубках світу
| Змагання                    | Збірна    | Вагова категорія          | Місце  |
| --------------------------- | --------- | ------------------------- | ------ |
| Кубок світу з боротьби 2020 | Туреччина | вільна боротьба, до 86 кг | Бронза |

### Виступи на Іграх ісламської солідарності
| Змагання                          | Збірна    | Вагова категорія          | Місце  |
| --------------------------------- | --------- | ------------------------- | ------ |
| Ігри ісламської солідарності 2022 | Туреччина | вільна боротьба, до 86 кг | Бронза |

### Виступи на Чемпіонатах світу серед студентів
| Змагання                                        | Збірна    | Вагова категорія          | Місце  |
| ----------------------------------------------- | --------- | ------------------------- | ------ |
| Чемпіонат світу з боротьби серед студентів 2018 | Туреччина | вільна боротьба, до 86 кг | Золото |

### Виступи на інших змаганнях
| Змагання                                                       | Збірна    | Вагова категорія                 | Місце  |
| -------------------------------------------------------------- | --------- | -------------------------------- | ------ |
| Турнір Яшара Догу 2016                                         | Туреччина | вільна боротьба, до 86 кг        | 14     |
| Кубок Алроси 2016                                              | Туреччина | вільна боротьба, до Teamevent кг | 4      |
| Кубок Тахті 2018                                               | Туреччина | вільна боротьба, до 86 кг        | 5      |
| Турнір Г. Картозія і В. Балавадзе 2018                         | Туреччина | вільна боротьба, до 86 кг        | 5      |
| Кубок Тахті 2019                                               | Туреччина | вільна боротьба, до 86 кг        | Бронза |
| Турнір Дана Колова — Николи Петрова 2019                       | Туреччина | вільна боротьба, до 86 кг        | 32     |
| Турнір Яшара Догу 2019                                         | Туреччина | вільна боротьба, до 86 кг        | Бронза |
| Меморіал Маттео Пелліконе 2020                                 | Туреччина | вільна боротьба, до 86 кг        | 9      |
| Меморіал Вацлава Циолковського 2020                            | Туреччина | вільна боротьба, до 86 кг        | 5      |
| Київський Міжнародний турнір з боротьби 2021                   | Туреччина | вільна боротьба, до 86 кг        | 10     |
| Олімпійський кваліфікаційний турнір з боротьби 2020 (Будапешт) | Туреччина | вільна боротьба, до 86 кг        | Срібло |
| Турнір Яшара Догу 2022                                         | Туреччина | вільна боротьба, до 86 кг        | Золото |
| Турнір Зухає Сгає 2022                                         | Туреччина | вільна боротьба, до 86 кг        | Срібло |
| Турнір Дана Колова — Николи Петрова 2023                       | Туреччина | вільна боротьба, до 86 кг        | Бронза |
| Турнір К. У. Кожомкула і Р. Санатбаєва 2023                    | Туреччина | вільна боротьба, до 86 кг        | 7      |
| Перлина Македонії 2023                                         | Туреччина | вільна боротьба, до 86 кг        | Бронза |
| Меморіал Імре Поляка та Яноша Варги 2023                       | Туреччина | вільна боротьба, до 86 кг        | Бронза |
| Відкритий чемпіонат Загреба з боротьби 2024                    | Туреччина | вільна боротьба, до 86 кг        | 12     |
| Олімпійський кваліфікаційний турнір з боротьби 2023 (Баку)     | Туреччина | вільна боротьба, до 86 кг        | 13     |

### Виступи на змаганнях молодших вікових груп
| Змагання                                       | Збірна    | Вагова категорія          | Місце  |
| ---------------------------------------------- | --------- | ------------------------- | ------ |
| Чемпіонат Європи з боротьби серед кадетів 2014 | Туреччина | вільна боротьба, до 69 кг | 15     |
| Чемпіонат світу з боротьби серед юніорів 2016  | Туреччина | вільна боротьба, до 84 кг | Срібло |
| Чемпіонат Європи з боротьби серед юніорів 2017 | Туреччина | вільна боротьба, до 84 кг | Бронза |
| Чемпіонат світу з боротьби серед юніорів 2017  | Туреччина | вільна боротьба, до 84 кг | 5      |
| Чемпіонат світу з боротьби серед молоді 2019   | Туреччина | вільна боротьба, до 86 кг | Бронза |